# Мёртвые птицы
«Мёртвые птицы» (англ. Dead Birds, другое название «Мёртвые пташки») — американский фильм ужасов, поставленный режиссёром Алексом Тёрнером в 2004 году. Премьера фильма состоялась 13 сентября 2004 года.

## Сюжет
Гражданская война в США, 1863 год. Группа дезертиров из армии КША совершает налёт на банк в Алабаме и, расправляясь со служащими и солдатами, выносит оттуда большое количество золота. В дальнейшем банда решает скрыться, однако, устав и уже значительно отдалившись от банка, останавливается на ночлег в старом заброшенном одиноко стоящем доме, о котором рассказал остальным один из сообщников, который, в свою очередь, знал о существовании этого дома от своего погибшего сослуживца. Ещё в преддверии дома бандиты убивают некое странное существо. В самом же доме таится нечто странное и мистическое. Оказывается, в доме обитают бывшие дети хозяина, которые превратились в страшных демонов.

## В ролях
| Актёр            | Роль                         |
| ---------------- | ---------------------------- |
| Генри Томас      | брат Сэма Уильям             |
| Патрик Фьюгит    | брат Уильяма Сэм             |
| Никки Эйкокс     | армейская медсестра Аннабель |
| Майкл Шэннон     | дезертир Клайд               |
| Мьюз Уотсон      | отец                         |
| Марк Бун младший | дезертир Джозеф              |
| Харрис Манн      | Джеффи Холлистер             |
| Исайя Вашингтон  | беглый раб Тодд              |

## Производство
Съёмки фильма заняли 21 день. Чтобы уложиться в бюджет в 1,5 млн долларов, режиссёр Алекс Тёрнер использовал декорации, оставшиеся после съёмок фильма Тима Бёртона «Крупная рыба», а также помощь нескольких заключённых, работавших в рамках тюремной программы.

## Выпуск
Премьера фильма состоялась на Международном кинофестивале в Торонто в 2004 году.
Фильм не имел проката, но в 2005 году был выпущен на DVD.
В 2010 году ограниченный показ фильма прошёл в Лос-Анджелесе в кинотеатре Nuart Theatre.

## Оценки
На сайте-агрегаторе Rotten Tomatoes фильм получил 60 % одобрительных отзывов критиков на основе 10 рецензий.
В опубликованном в журнале Exclaim! обзоре фильма, выпущенного в 2005 году на DVD, Кэм Линдсэй назвал фильм «высоко интеллектуальным и поистине пугающим», похвалив режиссёра за неторопливую манеру в которой он создаёт захватывающие моменты, не прибегая к дешёвым пугалкам, но позволяя зрителю прочувствовать, что нечто жуткое окружает героев.